# سوفي ستانتون
سوفي ستانتون (بالإنجليزية: Sophie Stanton)‏ هي ممثلة بريطانية، ولدت في 1971 في كارديف في المملكة المتحدة.

## وصلات خارجية
- سوفي ستانتون على موقع IMDb (الإنجليزية)
- سوفي ستانتون على موقع قاعدة بيانات الفيلم (الإنجليزية)